# Wolffiella
Wolffiella é um género de plantas aquáticas flutuantes pertencentes à subfamília Lemnoideae (ex-família Lemnaceae) da família Araceae, caracterizadas por serem pequenas plantas talosas, com 2–10 mm de largura máxima, sem raízes e com uma quilha que lhes permite a orientação na água.

## Espécies
O género Wolffiella inclui as seguintes espécies:
- Wolffiella caudata
- Wolffiella denticulata
- Wolffiella gladiata
- Wolffiella hyalina
- Wolffiella lingulata
- Wolffiella neotropica
- Wolffiella oblonga
- Wolffiella repanda
- Wolffiella rotunda
- Wolffiella welwitschii